# Bataille de Pavie (476)
Pour les articles homonymes, voir Bataille de Pavie.
La bataille de Pavie opposa en 476 les troupes de Flavius Oreste, père de Romulus Augustule, empereur régnant à cette époque, et des barbares révoltés dirigés par Odoacre.

## Bataille
Oreste, père de l'empereur Romulus Augustule, a été forcé de reculer devant l'armée d'Odoacre formée de « Goths, d'Hérules, de Squires, de Turcilinges ». Il s'enferme dans Pavie mais Odoacre prend la ville et y fait un carnage.
Lors de cette bataille, Oreste est capturé et exécuté, la tête tranchée, le 28 août 476,. Après cette victoire, Odoacre est proclamé roi par ses troupes le 23 août 476.
Cette défaite romaine ouvre les portes de Ravenne, capitale de l'Empire romain d'Occident. Cet événement est considéré comme marquant la fin de l'Empire romain d'Occident et le début du règne d'Odoacre sur l'Italie.
|                                               |
| Romulus Augustus remet sa couronne à Odoacre. |